# SACHET
『SACHET』（サシェイ）は1980年10月5日にリリースされた門あさ美の2枚目のアルバムである。

## 収録曲

### Side One
1. セ・シボン (3:20)
作詞：門あさ美・小林和子　作曲：岡本一生　編曲：戸塚修
2. 予告状（はじめての手紙） (3:45)
作詞・作曲：門あさ美　編曲：大村雅朗
3. 予期せぬ出来事 (4:45)
作詞・作曲：門あさ美　編曲：鈴木茂
4. ハート半分 (3:48)
作詞・作曲：門あさ美　編曲：鈴木茂
5. Silk Night (4:02)
作詞・作曲：門あさ美

### Side Two
1. Lonely Lonely (4:13)
作詞・作曲：門あさ美　編曲：松任谷正隆
2. Mr. K (4:20)
作詞・作曲：門あさ美　編曲：大村雅朗
3. 下りのない坂道 (4:37)
作詞：門あさ美　作曲：岡本一生　編曲：大村雅朗
4. Do Do (3:20)
作詞・作曲：門あさ美　編曲：鈴木茂
5. やさしい声で殺して (3:57)
作詞・作曲：門あさ美　編曲：大村雅朗

## スタッフ・クレジット

### 参加ミュージシャン
- 林立夫
- 島村英二
- 菊地丈夫
- 石川晶
- 後藤次利
- 渡嘉敷祐一
- 岡沢茂
- 高水健司
- 稲葉国光
- 岡沢章
- 土方隆行
- 鈴木茂
- 松原正樹
- 笛吹利明
- 安田裕美
- 吉川忠英
- 杉本喜代志
- 佐藤準
- 大村雅朗
- 戸塚修
- 渋井博
- 羽田健太郎
- 富樫春生
- Maki（田代マキ）
- 飯芳馨
- 松任谷正隆
- 金山功
- 斉藤ノブ
- Kunihara Kimura
- ラリー寿永
- 大野グループ
- Tomato
- 数原晋
- Kyosho Group
- 新井英治
- 岸義和
- 村岡建
- ジェイク・H・コンセプション
- 砂原俊三
- 浜田良美
- 山根麻衣
- 山根栄子
- 比山清
- 鳴海寛
- 山川恵津子
- 浜岡万紗子
- 尾形道子
- 槇みちる
- Kiyoshi Yamaguchi
- 広松美和子
- 門あさ美

### 制作クレジット
- プロデューサー - 奥島吉雄
- ディレクター - 山口喜由
- ディスク・コーディネーター - 田中彰
- レコーダィング・エンジニア - 水谷照也
- ミキシング・エンジニア - 水谷照也、吉野金次
- マスタリング・エンジニア - 吉野金次
- イラストレーション - 川崎利明
- 写真 - 波多健二
- エグゼクティブ・プロデューサー - 川上源一

## リリース日一覧
| 地域 | リリース日     | レーベル                               | 規格                      | カタログ番号 | 備考         |
| ---- | -------------- | -------------------------------------- | ------------------------- | ------------ | ------------ |
| 日本 | 1980年10月5日  | ユニオン                               | 30cmLP                    | GU-2003      |              |
| 日本 | 1980年10月25日 | ユニオン                               | カセット                  | U4B-28       |              |
| 日本 | 1985年6月1日   | ユニオン                               | 12cmCD                    | 30CH-33      |              |
| 日本 | 1990年11月21日 | コンチネンタル                         | 12cmCD                    | TECN-18054   |              |
| 日本 | 1994年6月22日  | ティー・グランドミュージック           | 12cmCD                    | TECN-15254   |              |
| 日本 | 2005年8月4日   | ヤマハミュージックコミュニケーションズ | デジタル・ダウンロード    | 74903547     | iTunes Store |
| 日本 | 2007年10月24日 | ビクターエンタテインメント             | デジタルリマスター 12cmCD | VICL-62611   | 紙ジャケット |

## タイアップ
| トラック番号 | 曲名              | タイアップ                                    |
| Side 2-1     | 「Lonely Lonely」 | コッキーポップ テーマソング (1980年6月 - 8月) |